# 无限反射镜

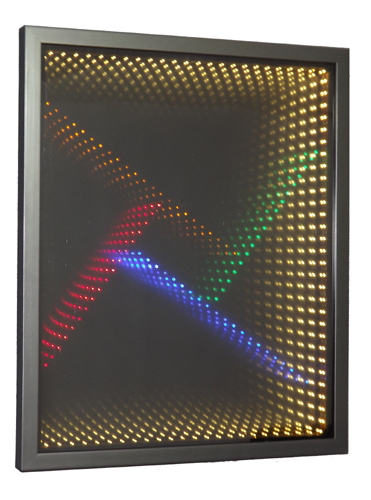
用作墙饰的经典无限反射镜

无限反射镜是一种有两面或多面镜子组成的复合结构，这些镜子通常互相平行或接近平行。这种结构可以在镜子中产生无限多的虚像，以越来越小的姿态延伸至无限“远”。这种结构经常用单向玻璃做前面的镜子，但不用单向玻璃也可以达成效果。在艺术作品中，画面本身出现在画面中，再出现在画面中的画面中，称作德罗斯特效应。无限反射镜有时会用于室内装潢或艺术创作。

## 简介

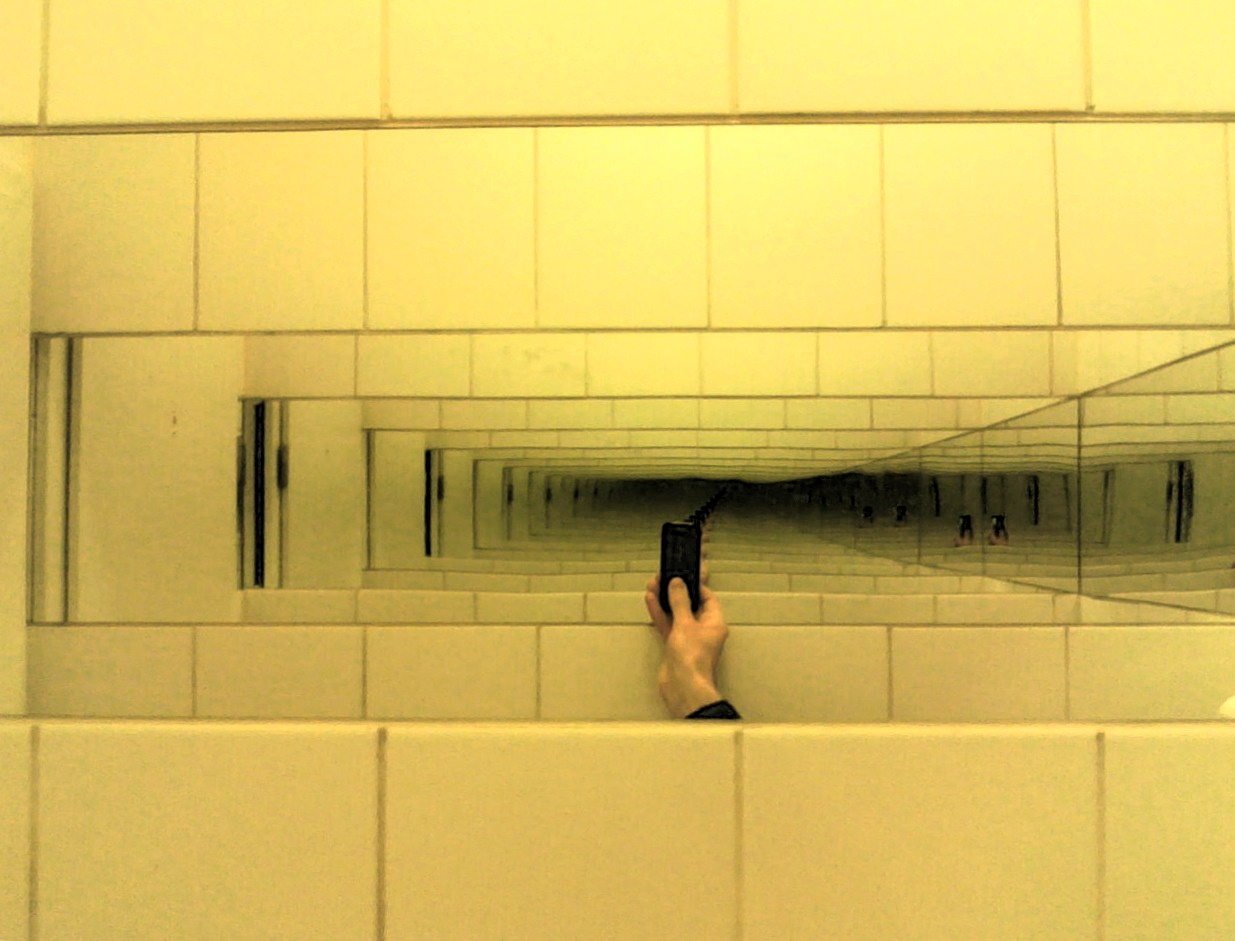
当站在两面镜子中间

一套经典而完整的无限反射镜，一般都含有一组灯泡、LED灯或其他点光源，镶嵌在反射镜的整个边缘，同时一面部分反射的单向玻璃会以极近的距离被固定在反射镜前，彼此以互相平行的姿态对齐。当外部的观察者看向单向玻璃面时，光会在镜中延伸至无限，使镜看起来像是一条极深邃的隧道。如果两面镜子没有精确平行，而是存在微小的夹角，那么这条虚拟的隧道就会向镜的某一边弯曲并无限延伸。
无限反射镜的效果，也可以采取别的结构实现。观察者站在两面互相平行的全反射镜面中间时亦可以观察到此现象，某些试衣间、电梯和镜子迷宫会采取这种装潢。除了经过精心设计的装潢外，在站在两个互相平行且均带有反射效果的平面间时，也能看到弱化版的无限反射，比如饰有玻璃墙的走廊或小厅。部分反射的玻璃可以产生这种现象，而在通过玻璃渗入环境的视觉噪点作用下逐渐削弱。

## 原理

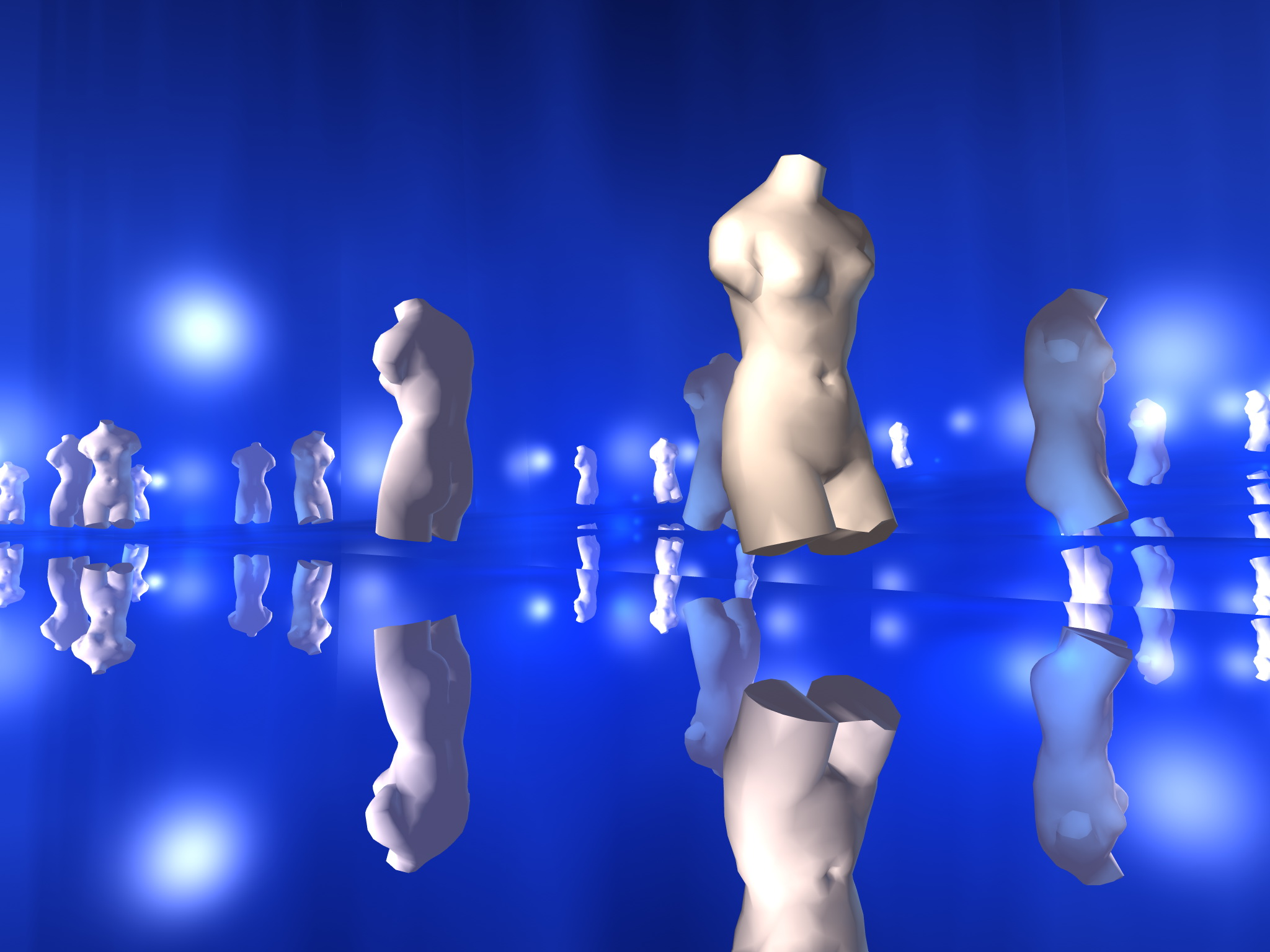
计算机模拟的无限镜效果

当两面可以将光线反射若干次——理论上是无限次——的镜面互相平行放置时，镜面立体错觉便会出现。反射光在镜中看起来正向远处射去，因为在两个平面间光线真的走了它看起来在镜面中走的那么远。
举例来说，在一组间距两厘米的无限反射镜的正中间——也就是距两面镜的距离都是一厘米——有一个光线冲向且垂直于里侧镜面的光源。光线从光源射出，最初走过一厘米，抵达里侧镜面。随后第一次反射，光线经过两厘米从里侧镜面抵达外侧镜面，此时光线走过的总路程为三厘米，而它在镜子里成的像看起来也走了三厘米。第二次反射光线抵达里侧镜面时，光线又走过两厘米，总路程为五厘米，所以在镜中看起来光线也走了五厘米。以此类推。每次成功的反射都会增加光线走过的总路程，而两镜间的位置变化一直在两厘米间变换，但在镜像中却看起来越来越远。

## 文化影响
视觉艺术家们，尤其是当代的雕刻家，有许多都曾用无限镜创作。草间弥生、Josiah McElheny、Ivan Navarro、Taylor Davis、和Anthony James等艺术家曾用无限镜为他们的作品增添无限空间的视觉效果。
在某些游乐园的轨道飞车类游乐设施，比如迪士尼过山车飞越太空山，会使用无限镜在制作翱翔太空的效果。
当代古典作曲家阿沃·帕特在1978年创作了《镜中镜》，此曲便使用了音乐效果上的无限反射镜。
《星球大战：最后的绝地武士》中有一段情节，使用了类无限镜效果。

## 外部連結
- 维基共享资源上的相關多媒體資源：无限反射镜